# 鳞隔堇
鳞隔堇（学名：Scyphellandra pierrei）为堇菜科鳞隔堇属下的一个种。

## 扩展阅读
- 維基物種上的相關：鳞隔堇